# Température du thermomètre mouillé
La température du thermomètre mouillé (Tw, où w abrège le mot anglais wet signifiant humide) ou température humide est la température qu'une parcelle d'air atteindrait si on y évaporait de l'eau liquide jusqu'à saturation, la chaleur latente nécessaire à la vaporisation étant fournie par la parcelle et la pression étant gardée constante (on parle de température de saturation adiabatique).
Combinée avec la température ambiante, indiquée par un thermomètre ordinaire (sec), cette température permet de déterminer l'humidité relative et la température de rosée. Réciproquement connaissant la température de l'air et l'humidité relative, on peut déterminer la température du thermomètre mouillé. 
La température humide est comprise entre la température de rosée et la température ambiante.
Contrairement aux indicateurs de confort thermique que sont les indices humidex (Canada), HI (indice de chaleur, aux États-Unis) et l'UTCI, la température du thermomètre mouillé peut être directement mesurée. Cette indication est utile pour la veille sanitaire, en agronomie ou pour des processus industriels.

## Obtention

### Par mesure
En utilisant directement un thermomètre dont la pointe est recouverte d'une mousseline mouillée et qu'on ventile pour faire évaporer l'eau. Dans le thermomètre mouillé, il y a un équilibre dynamique entre la chaleur transférée au bulbe humide par l'air ambiant plus chaud et la chaleur perdue par évaporation. La température humide est la température minimale qui peut être atteinte par refroidissement évaporatif.

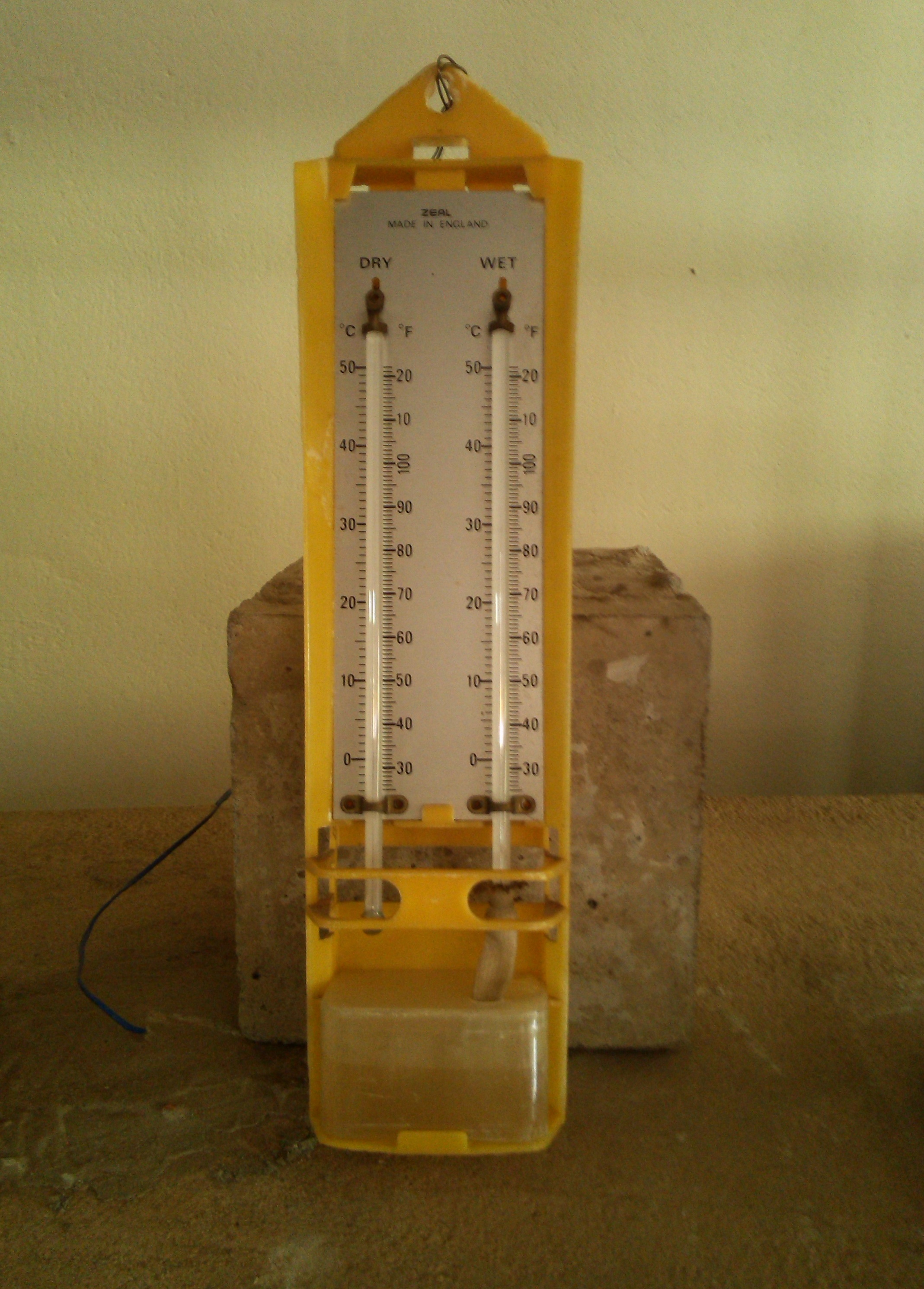
Psychromètre

L'association d'un thermomètre sec et de thermomètre mouillé constitue un instrument appelé psychromètre (dont le nom est dérivé du Grec psuchron signifiant froid, et metron signifiant mesure). 

### Par calcul
Si originellement la mesure de la température humide, combinée à celle de la température ambiante, servait à déterminer le taux d'humidité relative, il est aussi possible, à l'inverse, de calculer la température humide connaissant la température ambiante et l'humidité relative. Ce calcul repose sur une modélisation complexe qui repose sur les principes de la thermodynamique hors de l'équilibre, des couches limites, et du transfert de chaleur. Des formules psychrométriques approximatives, semi-empiriques, ou empiriques ont été proposées (comme celles de H.W. Carrier):
- Roland Stull a présenté en 2011 une formule empirique[3] dont la précision moyenne absolue est de 0,28 °C, valable pour une pression atmosphérique de 101,325 kPa:{\displaystyle {\begin{alignedat}{2}T_{w}=&\;T\arctan {(0,151977{\sqrt {\varphi +8,313659}})}+0,00391838\;\varphi ^{3/2}\arctan {(0,023101\;\varphi )}\\&-\arctan {(\varphi -1,676331)}+\arctan {(T+\varphi )}-4,686035\end{alignedat}}}où:
{\displaystyle T}= température de l'air, en °C,
{\displaystyle \varphi } = taux d'humidité relative, en %,
{\displaystyle \arctan } = la fonction mathématique arc tangente, où l'argument est en radians.
- Robert Davies-Jones décrit en 2008 une méthode itérative pour déterminer la température humide[4].
- [citation nécessaire] Indirectement, si on a seulement la température et le contenu en eau de l’air comme avec une radiosonde :
On calcule le {\displaystyle T_{w}} itérativement par :
{\displaystyle T_{w}=-{L \over C_{p}}\;\left(\epsilon \;{p_{A} \over p}\;e^{-T_{B} \over T_{w}}-w\right)}
où :
{\displaystyle w} = taux d’humidité (wetness) : rapport de mélange (g de vapeur d’eau / kg d’air sec),
{\displaystyle p} = pression en Pa, avec les constantes :
{\displaystyle L} = énergie de vaporisation de l’eau, faiblement dépendante de la température mais environ 2 500 J/g),
{\displaystyle C_{p}} = chaleur spécifique à pression constante de l'air (1 005 J kg−1 K−1),
{\displaystyle p_{A}} = 2,53 × 108 kPa,
{\displaystyle T_{B}} = 5,42 × 103 K,
{\displaystyle \epsilon } = ratio des masses molaires de l'eau et de l'air (0,622 sans dimension)
- Approximation de J. V. Iribarne et  W. L. Godson[5]
Domaine : {\displaystyle T} de 15  à   35 °C et {\displaystyle \varphi } de 20 à 90 %
{\displaystyle T_{w}=0,2831\;\varphi ^{0,2735}\;T+0,0003018\;\varphi ^{2}+0,01289\;\varphi -4,0962}
Cette approximation possède une erreur de ±0,12 °C sur son domaine. L'erreur augmente rapidement pour une humidité inférieure à 20 % ou pour une température inférieure à 15 °C et tend à surestimer la température humide à des températures plus élevées. Toutefois, l'erreur demeure inférieure à 0,5 °C pour des températures allant jusqu'à 65 °C.
Remarque : l'humidité relative ({\displaystyle h_{r}}) doit être entrée avec des valeurs de 20 à 90 et non de 0,2 à 0,9.

### Par lecture graphique
On peut aussi utiliser soit une table psychrométrique, soit un diagramme de l'air humide (diagramme de Mollier, et diagramme de Carrier) en suivant les isenthalpes.

## Importance
L'être humain utilise la transpiration pour refroidir son corps, ce qui n'est plus possible si l'humidité est maximale. Le thermomètre humide permet de mesurer sa capacité à s'adapter aux conditions. Avec le réchauffement climatique, les endroits où la température du thermomètre mouillé dépasse les 35 °C, invivable, devraient se multiplier. Les zones géographiques parmi les plus menacées sont « l'Asie du Sud et du Sud-Est, le golfe Persique, le golfe du Mexique, ou des parties du continent africain ».
Dans d'autres domaines, l'efficacité de production de neige artificielle est sensible à température du thermomètre mouillée: la neige peut être produite à des températures légèrement positives, si la température humide est inférieure à -2°C. Une température humide plus basse améliore l'efficacité des refroidisseurs par évaporation. Une température humide négative peut favoriser des pluies verglaçantes, ou des gelées affectant les cultures, même si la température de l'air est positive...